# Aetobatus flagellum

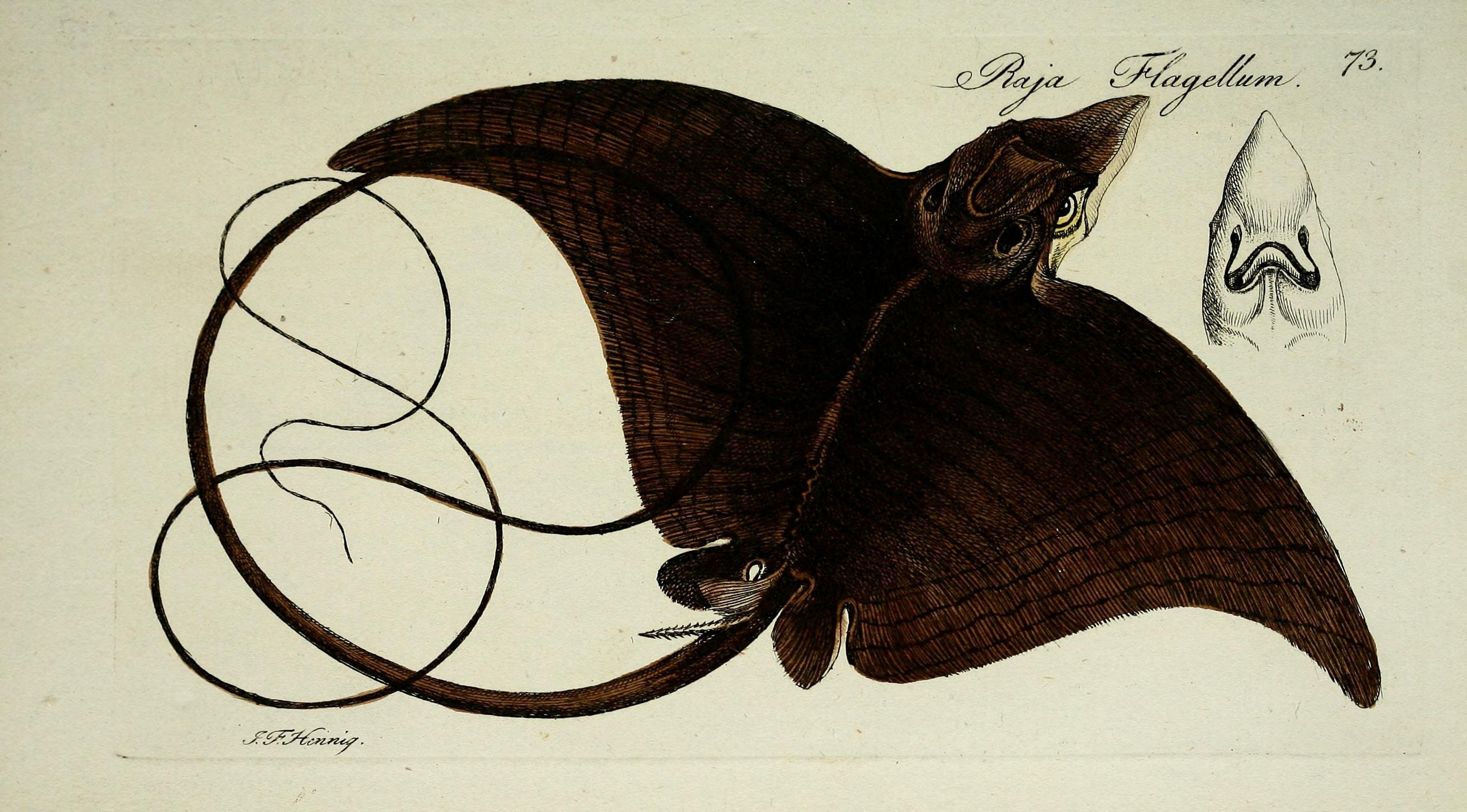

La raya águila de cabeza larga (Aetobatus flagellum) es una especie de raya águila de la familia Aetobatidae. La raya águila de cabeza larga, al igual que otros miembros del género Aetobatus, es característicamente diferente de otros géneros de rayas águila, que se distinguen por su cortina nasal con muescas; conjunto completo y singular de dientes superiores e inferiores; y dientes en forma de V en la mandíbula inferior.  Se encuentra en el Pacífico Indo-Occidental tropical y templado cálido. Anteriormente incluía poblaciones en el noroeste del Pacífico, pero fueron reconocidas como una especie separada, Aetobatus narutobiei, en 2013.  Las rayas águila de cabeza larga son peces bentopelágicos que se alimentan de crustáceos, cefalópodos, equinodermos y pequeños peces óseos. Es una especie poco conocida, pero generalmente poco común y considerada en peligro de extinción por la UICN. 
Las rayas águila de cabeza larga tienen una aleta cefálica prominente unida al hocico, que se proyecta hacia arriba y lejos de la cabeza. Los ojos están ubicados lateralmente en el lado dorsal de la cabeza. Los espiráculos se encuentran detrás de los ojos. Las aletas pectorales están separadas y posteriores a la cabeza. Las rayas águila de cabeza larga tienen un disco en forma de diamante con aletas pectorales relativamente grandes y estrechamente triangulares que se redondean cerca de las puntas traseras. La aleta dorsal se encuentra entre las aletas pectorales. La raya águila de cabeza larga carece de aleta caudal. La cola de la raya águila de cabeza larga es una de sus características distintivas, ya que mide hasta tres veces la longitud de su cuerpo y se estrecha desde la base hasta la columna. 
Las rayas águila de cabeza larga son únicas en el género Aetobatus porque no tienen una coloración manchada en su plano dorsal. El lado dorsal de su disco es uniformemente marrón verdoso, sin manchas aparentes. El lado ventral del disco es principalmente blanco con manchas de color marrón verdoso a lo largo del perímetro del disco. Los ojos son de color negro azulado. 
El ancho del disco (AD) de los machos de las rayas águila de cabeza larga varía en tamaño entre 233 y 543 milímetros. Las hembras tienen un ancho de disco de aproximadamente 243 a 578 milímetros. El espécimen más pequeño que nadaba libremente observado fue 233 mm. En el noreste de la India se registraron dos ejemplares que midieron 790 y 830 mm AD. Un ejemplar registrado en el norte de Kuwait medía 900 mm AD. 

## Distribución y hábitat
Se han observado rayas águila de cabeza larga en el Pacífico Indo-Occidental tropical y templado cálido, incluido el Océano Índico occidental y oriental, el Océano Pacífico central occidental y noroeste, el Mar Rojo y el Mar de Japón. Son originarios de China, India, Indonesia, Pakistán y Japón. 
La raya águila de cabeza larga habita en aguas costeras poco profundas en la plataforma continental interior. Por lo general, habitan en aguas salobres y ambientes estuarinos tropicales y subtropicales.  Las rayas águila de cabeza larga son bentopelágicas, lo que significa que viven y se alimentan cerca o en el fondo del océano. Consumen crustáceos, cefalópodos, equinodermos y pequeños peces óseos. Usando su hocico en forma de pala, pueden excavar barro y arena cuando cazan invertebrados bentónicos. Su dentición y papilas les permiten aplastar a sus presas y separar el caparazón de la carne antes de consumirlas.
Debido a la sobreexplotación de otros peces y organismos marinos en los hábitats costeros, las rayas águila de cabeza larga están clasificadas como en peligro de extinción en la lista roja de la UICN. Las pesquerías comerciales que utilizan redes y arrastres en estos hábitats a menudo capturan inadvertidamente rayas águila de cabeza larga, pero rara vez las devuelven a su entorno. La captura incidental a menudo se descarta o se vende en los mercados de pescado locales.  Además, debido a que las rayas águila de cabeza larga son tan comunes en los hábitats estuarinos, son particularmente susceptibles a los contaminantes antropogénicos (químicos tóxicos, metales pesados y patógenos) que se acumulan allí como resultado de los subproductos desechados de la civilización. Los estuarios también están sujetos a actividades de construcción a gran escala, como represas, dragado, relleno y drenaje, lo que resulta en una pérdida directa e inmediata de hábitat. Otra razón por la que la raya águila de cabeza larga preocupa a los conservacionistas es su baja fecundidad. Al igual que otras rayas de la familia Myliobatidae, las rayas águila de cabeza larga producen camadas pequeñas, que van de 1 a 4 crías, que normalmente alcanzan la madurez sexual entre los 4 y 6 años de edad.